# UYBA Volley 2017-2018
Questa voce raccoglie le informazioni riguardanti la UYBA Volley nelle competizioni ufficiali della stagione 2017-2018.

## Stagione
Nella stagione 2017-18 la UYBA Volley assume la denominazione sponsorizzata di Unet E-Work Busto Arsizio.
Partecipa per la dodicesima volta alla Serie A1; chiude la regular season di campionato al settimo posto in classifica, qualificandosi per i play-off scudetto, dove arriva alle semifinali, venendo sconfitta dall'AGIL.
Grazie al quarto posto al termine del girone di andata del campionato, la UYBA si qualifica per la Coppa Italia, eliminata nelle semifinali dall'Imoco.
Partecipa inoltre alla Coppa CEV: esce ai quarti di finale a seguito della doppia sconfitta per 3-1 contro il Galatasaray.

## Organigramma societario
Area direttiva
- Presidente: Giuseppe Pirola

Area tecnica
- Allenatore: Marco Mencarelli
- Allenatore in seconda: Marco Musso
- Scout man: Tommaso Barbato

## Rosa
| N° | Nome               | Ruolo | Data di nascita  | Nazionalità sportiva |
| -- | ------------------ | ----- | ---------------- | -------------------- |
| 1  | Vittoria Piani     | O     | 12 febbraio 1998 | Italia               |
| 2  | Federica Stufi     | C     | 22 marzo 1988    | Italia               |
| 5  | Ilaria Spirito     | L     | 20 febbraio 1994 | Italia               |
| 6  | Alessia Gennari    | S     | 3 novembre 1991  | Italia               |
| 7  | Stefania Dall'Igna | P     | 22 novembre 1984 | Italia               |
| 8  | Alessia Orro       | P     | 18 luglio 1998   | Italia               |
| 9  | Sarah Wilhite      | S     | 20 luglio 1995   | Stati Uniti          |
| 13 | Valentina Diouf    | O     | 10 gennaio 1993  | Italia               |
| 14 | Michelle Bartsch   | S     | 12 febbraio 1990 | Stati Uniti          |
| 15 | Beatrice Berti     | C     | 12 gennaio 1996  | Italia               |
| 16 | Beatrice Negretti  | S     | 16 novembre 1999 | Italia               |
| 17 | Silvana Čauševa    | S     | 19 maggio 1995   | Bulgaria             |
| 18 | Alexandra Botezat  | C     | 3 agosto 1998    | Italia               |

## Mercato
| Acquisti | Acquisti           | Acquisti     | Acquisti   |
| R.       | Nome               | da           | Modalità   |
| -------- | ------------------ | ------------ | ---------- |
| S        | Michelle Bartsch   | Neruda       | definitivo |
| C        | Alexandra Botezat  | Club Italia  | definitivo |
| S        | Silvana Čauševa    | Marica       | definitivo |
| P        | Stefania Dall'Igna | Pro Victoria | definitivo |
| S        | Alessia Gennari    | Bergamo      | definitivo |
| P        | Alessia Orro       | Club Italia  | definitivo |
| O        | Vittoria Piani     | Club Italia  | definitivo |
| S        | Sarah Wilhite      | Minnesota    | definitivo |

| Cessioni | Cessioni            | Cessioni       | Cessioni   |
| R.       | Nome                | a              | Modalità   |
| -------- | ------------------- | -------------- | ---------- |
| P        | Caterina Cialfi     | Futura Giovani | definitivo |
| L        | Agata Durajczyk     | Budowlani Łódź | definitivo |
| S        | Valentina Fiorin    | -              | ritirata   |
| O        | Brayelin Martínez   | Casalmaggiore  | definitivo |
| S        | Serena Moneta       | Due Principati | definitivo |
| C        | Giulia Pisani       | Filottrano     | definitivo |
| P        | Noemi Signorile     | CSM Bucarest   | definitivo |
| S        | Anthī Vasilantōnakī | AGIL           | definitivo |

## Risultati

### Serie A1

#### Girone di andata
| 1ª giornata - 14 ottobre 2017 PalaTerdoppio, Novara          | AGIL          | 3 - 2 | Busto Arsizio   | 25-19, 25-27, 22-25, 25-23, 16-14 |
| 2ª giornata - 21 ottobre 2017 PalaYamamay, Busto Arsizio     | Busto Arsizio | 3 - 0 | Filottrano      | 25-18, 25-21, 25-16               |
| 3ª giornata - 28 ottobre 2017 PalaPanini, Modena             | River         | 2 - 3 | Busto Arsizio   | 25-22, 17-25, 18-25, 25-21, 13-15 |
| 4ª giornata - 4 novembre 2017 PalaYamamay, Busto Arsizio     | Busto Arsizio | 3 - 1 | Bergamo         | 25-14, 31-33, 25-11, 25-16        |
| 5ª giornata - 12 novembre 2017 Palazzetto dello Sport, Monza | Pro Victoria  | 1 - 3 | Busto Arsizio   | 23-25, 25-12, 20-25, 21-25        |
| 6ª giornata - 19 novembre 2017 PalaYamamay, Busto Arsizio    | Busto Arsizio | 3 - 0 | SAB             | 30-28, 25-9, 25-15                |
| 7ª giornata - 22 novembre 2017 PalaYamamay, Busto Arsizio    | Busto Arsizio | 2 - 3 | Imoco           | 24-26, 17-25, 25-23, 26-24, 11-15 |
| 8ª giornata - 27 novembre 2017 Nelson Mandela Forum, Firenze | San Casciano  | 2 - 3 | Busto Arsizio   | 25-14, 16-25, 22-25, 25-23, 11-15 |
| 9ª giornata - 3 dicembre 2017 PalaYamamay, Busto Arsizio     | Busto Arsizio | 3 - 0 | Pesaro          | 25-20, 25-18, 26-24               |
| 10ª giornata - 8 dicembre 2017 PalaRadi, Casalmaggiore       | Casalmaggiore | 2 - 3 | Busto Arsizio   | 19-25, 25-17, 25-17, 19-25, 10-15 |
| 11ª giornata - 16 dicembre 2017 PalaYamamay, Busto Arsizio   | Busto Arsizio | 2 - 3 | Savino Del Bene | 25-16, 14-25, 26-24, 24-26, 9-15  |

#### Girone di ritorno
| 12ª giornata - 26 dicembre 2017 PalaYamamay, Busto Arsizio     | Busto Arsizio   | 0 - 3 | AGIL          | 22-25, 20-25, 24-26               |
| 13ª giornata - 7 gennaio 2018 PalaBaldinelli, Osimo            | Filottrano      | 3 - 2 | Busto Arsizio | 19-25, 25-19, 26-24, 17-25, 15-10 |
| 14ª giornata - 13 gennaio 2018 PalaYamamay, Busto Arsizio      | Busto Arsizio   | 3 - 1 | River         | 25-18, 23-25, 25-18, 25-20        |
| 15ª giornata - 17 gennaio 2018 PalaNorda, Bergamo              | Bergamo         | 3 - 2 | Busto Arsizio | 21-25, 21-25, 25-17, 25-22, 15-10 |
| 16ª giornata - 21 gennaio 2018 PalaYamamay, Busto Arsizio      | Busto Arsizio   | 3 - 0 | Pro Victoria  | 25-23, 26-24, 25-18               |
| 17ª giornata - 27 gennaio 2018 PalaBorsani, Castellanza        | SAB             | 3 - 1 | Busto Arsizio | 25-22, 25-19, 21-25, 25-21        |
| 18ª giornata - 4 febbraio 2018 PalaVerde, Villorba             | Imoco           | 3 - 0 | Busto Arsizio | 25-19, 25-17, 25-17               |
| 19ª giornata - 11 febbraio 2018 PalaYamamay, Busto Arsizio     | Busto Arsizio   | 3 - 1 | San Casciano  | 25-16, 25-22, 20-25, 25-18        |
| 20ª giornata - 25 febbraio 2018 PalaCampanara, Pesaro          | Pesaro          | 3 - 0 | Busto Arsizio | 25-22, 25-18, 25-23               |
| 21ª giornata - 5 marzo 2018 PalaYamamay, Busto Arsizio         | Busto Arsizio   | 3 - 1 | Casalmaggiore | 22-25, 25-14, 25-15, 25-18        |
| 22ª giornata - 10 marzo 2018 Palazzetto dello Sport, Scandicci | Savino Del Bene | 3 - 2 | Busto Arsizio | 24-26, 20-25, 25-13, 26-24, 15-10 |

#### Play-off scudetto
| Quarti di finale (gara 1) - 17 marzo 2018 PalaYamamay, Busto Arsizio    | Busto Arsizio | 1 - 3 | Pro Victoria  | 25-19, 19-25, 23-25, 23-25 |
| Quarti di finale (gara 2) - 25 marzo 2018 Palazzetto dello Sport, Monza | Pro Victoria  | 1 - 3 | Busto Arsizio | 10-25, 25-17, 15-25, 18-25 |
| Quarti di finale (gara 3) - 28 marzo 2018 PalaYamamay, Busto Arsizio    | Busto Arsizio | 3 - 0 | Pro Victoria  | 25-18, 25-19, 25-17        |
| Semifinali (gara 1) - 2 aprile 2018 PalaTerdoppio, Novara               | AGIL          | 3 - 0 | Busto Arsizio | 25-21, 25-19, 25-16        |
| Semifinali (gara 2) - 8 aprile 2018 PalaTerdoppio, Novara               | AGIL          | 3 - 0 | Busto Arsizio | 25-19, 25-18, 25-22        |
| Semifinali (gara 3) - 11 aprile 2018 PalaYamamay, Busto Arsizio         | Busto Arsizio | 0 - 3 | AGIL          | 20-25, 15-25, 24-25        |

### Coppa Italia
| Quarti di finale (andata) - 21 dicembre 2017 PalaPanini, Modena          | River         | 3 - 2 | Busto Arsizio | 25-20, 27-29, 20-25, 25-20, 15-10 |
| Quarti di finale (ritorno) - 30 dicembre 2017 PalaYamamay, Busto Arsizio | Busto Arsizio | 3 - 1 | River         | 26-24, 24-26, 25-21, 25-14        |
| Semifinali - 17 febbraio 2018 PalaDozza, Bologna                         | Imoco         | 3 - 0 | Busto Arsizio | 25-16, 27-25, 30-28               |

### Coppa CEV
| Sedicesimi di finale (andata) - 12 dicembre 2017 PalaYamamay, Busto Arsizio     | Busto Arsizio   | 3 - 0 | Jedinstvo Brčko | 27-25, 25-10, 25-23        |
| Sedicesimi di finale (ritorno) - 10 gennaio 2018 Sportska Dvorana Magnet, Brčko | Jedinstvo Brčko | 0 - 3 | Busto Arsizio   | 11-25, 14-25, 23-25        |
| Ottavi di finale (andata) - 24 gennaio 2018 Burhan Felek Spor Salonu, Istanbul  | Eczacıbaşı      | 3 - 1 | Busto Arsizio   | 29-27, 25-18, 25-27, 25-18 |
| Ottavi di finale (ritorno) - 8 febbraio 2018 PalaYamamay, Busto Arsizio         | Busto Arsizio   | 1 - 3 | Eczacıbaşı      | 25-20, 18-25, 18-25, 24-26 |

## Statistiche

### Statistiche di squadra
| Competizione | Punti | In casa | In casa | In casa | In trasferta | In trasferta | In trasferta | Totale | Totale | Totale |
| Competizione | Punti | G       | V       | P       | G            | V            | P            | G      | V      | P      |
| ------------ | ----- | ------- | ------- | ------- | ------------ | ------------ | ------------ | ------ | ------ | ------ |
| Serie A1     | 39    | 14      | 9       | 5       | 14           | 5            | 9            | 28     | 14     | 14     |
| Coppa Italia | -     | 1       | 1       | 0       | 1            | 0            | 1            | 3      | 1      | 2      |
| Coppa CEV    | -     | 2       | 1       | 1       | 2            | 1            | 1            | 4      | 2      | 2      |
| Totale       | -     | 17      | 11      | 6       | 17           | 6            | 11           | 35     | 17     | 18     |

G = partite giocate; V = partite vinte; P = partite perse

### Statistiche dei giocatori
| Giocatore    | Serie A1 | Serie A1 | Serie A1 | Serie A1 | Serie A1 | Coppa Italia | Coppa Italia | Coppa Italia | Coppa Italia | Coppa Italia | Coppa CEV | Coppa CEV | Coppa CEV | Coppa CEV | Coppa CEV | Totale | Totale | Totale | Totale | Totale |
| Giocatore    | P        | PT       | AV       | MV       | BV       | P            | PT           | AV           | MV           | BV           | P         | PT        | AV        | MV        | BV        | P      | PT     | AV     | MV     | BV     |
| ------------ | -------- | -------- | -------- | -------- | -------- | ------------ | ------------ | ------------ | ------------ | ------------ | --------- | --------- | --------- | --------- | --------- | ------ | ------ | ------ | ------ | ------ |
| M. Bartsch   | 28       | 429      | 367      | 38       | 24       | 3            | 55           | 44           | 7            | 4            | 3         | 41        | 37        | 2         | 2         | 34     | 525    | 448    | 47     | 30     |
| B. Berti     | 26       | 185      | 121      | 60       | 4        | 3            | 22           | 7            | 14           | 1            | 3         | 20        | 7         | 10        | 3         | 32     | 227    | 135    | 84     | 8      |
| A. Botezat   | 18       | 41       | 15       | 23       | 3        | 1            | 2            | 0            | 2            | 0            | 4         | 13        | 3         | 5         | 5         | 23     | 56     | 18     | 30     | 8      |
| S. Čauševa   | 15       | 7        | 1        | 0        | 6        | 2            | 1            | 0            | 0            | 1            | 3         | 14        | 12        | 1         | 1         | 20     | 22     | 13     | 1      | 8      |
| S. Dall'Igna | 14       | 1        | 0        | 1        | 0        | 0            | 0            | 0            | 0            | 0            | ?         | 0         | 0         | 0         | 0         | ?      | 1      | 0      | 1      | 0      |
| V. Diouf     | 24       | 394      | 357      | 26       | 11       | 3            | 78           | 69           | 7            | 2            | 3         | 46        | 42        | 3         | 1         | 30     | 518    | 468    | 46     | 14     |
| A. Gennari   | 28       | 344      | 307      | 25       | 12       | 3            | 24           | 21           | 0            | 3            | 4         | 23        | 19        | 2         | 2         | 35     | 391    | 347    | 27     | 17     |
| B. Negretti  | 24       | 3        | 0        | 0        | 3        | 3            | 0            | 0            | 0            | 0            | ?         | 0         | 0         | 0         | 0         | ?      | 3      | 0      | 0      | 3      |
| A. Orro      | 28       | 63       | 25       | 24       | 14       | 3            | 4            | 1            | 2            | 1            | 4         | 11        | 6         | 3         | 2         | 35     | 78     | 32     | 29     | 17     |
| V. Piani     | 22       | 108      | 96       | 6        | 6        | 1            | 0            | 0            | 0            | 0            | 3         | 24        | 19        | 3         | 2         | 26     | 132    | 115    | 9      | 8      |
| I. Spirito   | 28       | 0        | 0        | 0        | 0        | 3            | 0            | 0            | 0            | 0            | ?         | 0         | 0         | 0         | 0         | ?      | 0      | 0      | 0      | 0      |
| F. Stufi     | 28       | 219      | 176      | 41       | 2        | 3            | 17           | 15           | 2            | 0            | 3         | 20        | 15        | 4         | 1         | 34     | 256    | 206    | 47     | 3      |
| S. Wilhite   | 18       | 34       | 24       | 8        | 2        | 3            | 1            | 1            | 0            | 0            | 4         | 17        | 14        | 1         | 2         | 25     | 52     | 39     | 9      | 4      |

P = presenze; PT = punti totali; AV = attacchi vincenti; MV = muri vincenti; BV = battute vincenti